# Downfall
Downfall: A Horror Adventure Game (рус. в официальной русской локализации — Downfall. История в стиле хоррор) — компьютерная игра в жанре квест с элементами хоррора, выпущенная компанией Harvester Games. Игра выполнена в рисованном стиле в мрачных тонах. Главным протагонистом выступает Джо Дэвис, мужчина средних лет, женатый на Айви Дэвис. В России игра вышла 27 января 2010 года, локализацией выступила студия Акелла.
15 февраля 2016 года состоялось переиздание игры под названием Downfall Redux.

## История создания
По словам Ремигуша «Рема» Михальски, который единолично представляет компанию Harvester Games, он хотел сделать такую игру, в которую хотел бы играть сам. Downfall: A Horror Adventure Game стала его первым проектом и «началась как эксперимент, который становился всё лучше и лучше». Михальски на момент разработки жил в Англии, и по своим словам, «был никем», работал в больницах и отелях, рисовал игру во времена ночных смен в доме для престарелых. Свой опыт общения с пациентами он использовал в игре:
Некоторые вещи, которые говорит Айви (жена Джо) в игре, основаны на моих разговорах с пациентами.

Город, где развиваются события игры, основан на Сидмуте, где Михальски прожил около года. Разработчик восхищался английской архитектурой и хотел воссоздать похожее ощущение. Рисовал игру Рем Михальски вручную:
Да, это нарисованные карандашом бэкграунды, оцифрованные дешёвым сканером.
Создавая игру, Михальски, по своим словам, намеревался шокировать игрока и позволить самостоятельно интерпретировать сюжет.

## Сюжет
Джо вместе со своей женой Айви прибывают в отель. Айви, судя по поведению, уже давно начала терять рассудок, и Джо, видя это, решил устроить для их обоих отдых в этом самом отеле. Как только они оба переступают порог своего номера, между ними вспыхивает ссора. После этой ссоры Джо решает поспать. Проснувшись, Джо замечает, что Айви исчезла. У консьержа Джо узнаёт, что Айви находится в номере некой женщины по имени Софи. Софи — это женщина, «похитившая» Айви, и для её спасения Джо решительно готов пойти на всё.

## Геймплей
Так как это point-and-click игра, в ней нужно искать различные предметы для решения разных головоломок и задач. Джо может перемещаться по различным локациям. В номере своего отеля протагонист может выспаться, если он того пожелает. Диалоги также играют важную роль в игре, ибо от некоторых вариантов ответа зависят концовки игры. У Джо есть инвентарь, в который он помещает все предметы, которые нашёл.

## Музыка
Музыкальной составляющей игры занимался старший брат Рема Михальски — Михаэль Михальски, известный под творческим псевдонимом micAmic.
1. Killing Memories
2. Dead Bird’s Songs
3. Elviron
4. Always
5. Dear Diary
6. My Pillar of Reality
7. Devil Came Through Here
8. We’re Over The Bridge Now
9. Temptation
10. This House Is My Castle
11. Give It Back
12. Porn Music
13. Sophie
14. Cracks in the Mirror
15. Going Crazy
16. This Ends With A Twist
17. Thousand Shades of Red
18. The Last Cigarette
19. The Last Cigarette version 2
20. Tunnel
21. The Good Doctor

## Критика
Рецензент Дмитрий Кудрявцев на портале Игры Mail.ru отмечает, что сюжет начинается довольно шаблонно, однако игра действительно способна напугать.

## Downfall: Redux
В 2016 году Михальски выпустил в Steam ремейк игры под названием Downfall: Redux. По словам разработчика, большой успех его второй игры — The Cat Lady — и желание фанатов увидеть оригинальную Downfall в Steam заставили Михальски задуматься о том, как это устроить. Несмотря на то, что оригинальная игра, по словам Михальски, дала стартовый толчок его карьере, он откинул идею загрузить её в Steam, поскольку она уже не устраивала его с точки зрения качества:
Вот давайте честно, я думаю, что эта игра была дерьмом.
Михальски считал, что оригинальная игра нуждалась в исправлении, и решил «взять эту сырую массу и слепить из неё пристойную игру», так появилась Downfall: Redux.
- Одна из персонажей игры, Агнес, названа в честь супруги Рема Михальски[5].
- В 2014 году игра стала полностью бесплатной[11].